# 吴建安
吴建安（1913年—2008年），男，湖南长沙人，中华人民共和国军事人物、政治人物，曾任辽宁省政协副主席，第五、六、七届全国政协委员。